# Cinta dalam sepotong roti
Cinta dalam sepotong roti é um filme indonésio dirigido por Garin Nugroho e lançado em 1991.